# Caenopedina indica
Caenopedina indica is een zee-egel uit de familie Pedinidae.
De wetenschappelijke naam van de soort werd in 1903 gepubliceerd door Johannes Cornelis Hendrik de Meijere.